# Op reis gaan
Op reis gaan of Op reis is een sprookje uit Kinder- und Hausmärchen, de verzameling van de gebroeders Grimm, met als nummer KHM143. De oorspronkelijke naam is Up Reisen gohn.

## Het verhaal
De zoon van een arme vrouw wil op reis gaan en hij zal alleen "niet veel" zeggen, omdat hij geen geld heeft. Hij komt vissers tegen en ze vangen inderdaad niet veel vis en denken dat het de schuld is van de woorden van de jongen. Ze rammelen hem af en zeggen dat hij "vang veel" moet zeggen. De jongen loopt verder en komt bij de galg, een arme zondaar wordt opgehangen en de mensen horen de jongen spreken. Ze denken dat hij veel zondaars in de wereld wil hebben en rammelen hem af. Ze vertellen hem dat hij moet zeggen "moge God die arme ziel troosten. De jongen komt bij een sloot en ziet een vilder een paard stropen. De vilder hoort hem spreken en slaat hem met de vildershaak, zodat de jongen niet meer kan zien. De jongen hoort dat hij "de sloot in, kreng" moet zeggen en loopt verder. Hij komt bij een wagen vol mensen en de mensen horen hem spreken, ze vallen in een sloot, de knecht pakt zijn zweep en ranselt de jongen af. De jongen kruipt terug naar zijn moeder en gaat in zijn leven nooit meer op reis.

## Achtergronden bij het verhaal
- Het sprookje komt uit Münsterland en was opgetekend in dialect.
- Het sprookje is ook bekend als Gartengesellschaft (1560) van Montanus.
- In veel sprookjes trekt de domoor juist aan het langste eind omdat hij andere kwaliteiten heeft, zie Sprookje van iemand die erop uittrok om te leren griezelen (KHM4), Het zingende botje (KHM28), Slimme Hans (KHM32), De drie talen (KHM33), De bijenkoningin (KHM62), De drie veren (KHM63), Gelukkige Hans (KHM83), Het aardmanneke (KHM91), De arme molenaarsknecht en het katje (KHM106) en Vogel Grijp (KHM165).